# Nos pierde la fama
Nos pierde la fama fue un programa de televisión producido por Cuatro Cabezas y emitido por la cadena española Cuatro en 2006. Era un magazine de prensa rosa que retrata en clave de humor a los famosos. Estaba presentado por Nuria Roca, con la colaboración de Javier Coronas, Llum Barrera y Ronnie Arias.
El programa se emitía diariamente de lunes a viernes a las 20:00, con una duración de media hora. El programa se estrenó el 27 de abril de 2006. El 11 de agosto de 2006 se despidió de antena, oficialmente por la maternidad de su presentadora, Nuria Roca.
Las secciones que tratan el universo de las celebridades eran variadas: La imagen del día, Frases célebres, ¿Alguien los vio?, Te lo digo como amiga, etc. Cuenta además con reportajes y entrevistas.

## Audiencias
El programa registró en su estreno una cuota del 5,4%. Sin embargo, sus registros de audiencia fueron bajando, hasta registrar un mínimo del 3% el 15 de junio de 2006. 